# پاپفی
پاپفی‌ها (به انگلیسی: Puffleg)، مگس‌مرغ‌ها از سردهٔ پاپفی‌های گوهرین و پاپفی‌های سبزمسی هستند. آن‌ها در جنگل‌ها، درختزارها و درختچه‌زارهای نمناک در ارتفاعات ۱۰۰۰ تا ۴۸۰۰ متر وجود دارند که در کوه‌های آند در آرژانتین، بولیوی، پرو، اکوادور، کلمبیا و ونزوئلایافت می‌شوند. نرها دارای پرهای رنگارنگ سبز مسی یا آبی هستند و ماده‌ها عموماً تا حدودی کدرتر هستند. بارزترین ویژگی هر دو جنس، پاهای پفی انبوه سفید برفی آنها است که از پرهایی تشکیل شده‌است که شبیه شورت‌های پشمی است. یکی از گونه‌ها - پاپفی ران‌سیاه - با پاهای پفی سیاه‌رنگ مشخص می‌شود و دیگری - پاپفی ران‌نخودی - دارای پاهای پفی به رنگ ملایم نخودی است. دیگر ویژگی‌های مشترک همه گونه‌ها، نوک راست سیاه و سفید و دم کم تا زیاد چنگالی است. اعضای سردهٔ پاپفی‌های سبزمسی به‌طور کلی کدرتر از اعضای سردهٔ پاپفی‌های گوهرین هستند.
در حالی که بیشتر پاپفی‌ها به‌نسبت رایج هستند، سه گونه (پاپفی رنگارنگ، پاپفی سینه‌سیاه و پاپفی گلوبنددار) به شدت در بحران انقراض و یک گونه (پاپفی گلوفیروزه‌ای) احتمالاً منقرض‌شده است.